# Ergenekon
En la mitología turca, Ergenekon es un lugar mítico localizado en los inaccesibles valles de los montes Altái, donde Bumin Khan supuestamente reunió al pueblo turco. Hay numerosas versiones de este mito, pero todos comparten una misma base. La protohistoria de la tribu turca es diezmada a excepción de un solo niño quien es cuidado por una nodriza. El niño crece en el inaccesible pero fértil valle de Ergenekon. Su descendencia se hace tan numerosa que deciden irse de allí. Pero están rodeados por montañas de hierro. Un herrero da un enorme grito y funde la montaña, abriendo una brecha. Por allí, la loba Asena les muestra la salida.